# Eleição parlamentar na Albânia em 1992
A eleição parlamentar albanesa de 1992 foi realizada em 22 de março e consistiu no 2º pleito eleitoral realizado no país desde sua redemocratização em 1991.

## Antecedentes
Diante do cenário de instabilidade social que caracterizou o período de transição do regime comunista unipartidário comandado pelo PPSh para uma democracia representativa pluripartidária na Albânia, a eleição parlamentar de 1991 acarretou um impasse político ocasionado pela elevada divisão demonstrada pelo eleitorado albanês: enquanto a população dos centros urbanos, minoria do eleitorado, votou em peso nos partidos de oposição (mais especificamente no recém-fundado PDSh, de centro-direita), a população das zonas rurais, maioria do eleitorado, ainda manteve fidelidade partidária ao PPSh, o que resultou na vitória dos comunistas por maioria absoluta.
A oposição não aceitou de bom grado o resultado eleitoral e convocou uma série de protestos e greves contra o governo eleito. O primeiro-ministro à época, Fatos Nano, membro da ala mais reformista do PPSh, buscou implementar reformas estruturais que promovessem aberturas política e econômica capazes de conduzir o país para a democracia e a economia de mercado, porém de uma forma lenta e gradual, que não implicasse em uma saída dos comunistas do poder. 
Tal postura política irritou o PDSh, que passou a liderar um boicote nas votações de projetos propostos pelo governo comunista no Parlamento da Albânia, forçando a substituição do gabinete de Fatos Nano por um governo de salvação nacional liderado inicialmente por Ylli Bufi e depois por Vilson Ahmeti. Ainda sob a liderança de Nano, o Partido do Trabalho da Albânia alterou sua denominação para Partido Socialista da Albânia e também passou a defender a economia de mercado. 
O país, por sua vez, também alterou sua denominação oficial: eliminaram-se os adjetivos Socialista e Popular, passando oficialmente a constituir-se como República da Albânia. As forças políticas que integravam o novo governo de transição alcançaram um consenso ao decidirem antecipar a eleição parlamentar para março do ano seguinte.

## Resultados eleitorais
| Partido                           | Partido                                   | Votos     | %     | Cadeiras | +/–  |
| --------------------------------- | ----------------------------------------- | --------- | ----- | -------- | ---- |
|                                   | Partido Democrático da Albânia            | 1 046 193 | 57.61 | 92       | 17   |
|                                   | Partido Socialista da Albânia             | 433 602   | 23.87 | 38       | 169  |
|                                   | Partido Social-Democrata da Albânia       | 73 820    | 4.06  | 7        | Novo |
|                                   | Partido Republicano da Albânia            | 52 477    | 2.89  | 1        | 1    |
|                                   | Partido da Unidade pelos Direitos Humanos | 48 923    | 2.69  | 2        | 3    |
| Total de votos válidos            | Total de votos válidos                    | 1 655 015 | 91.13 | –        | –    |
| Votos inválidos (brancos e nulos) | Votos inválidos (brancos e nulos)         | 161 127   | 8.87  | –        | –    |
| Total de votos registrados        | Total de votos registrados                | 1 816 142 | 100   | –        | –    |
| Eleitorado apto a votar           | Eleitorado apto a votar                   | 2 021 169 | 89.08 | –        | –    |

## Repercussão e análise
Confirmando uma tendência de mudança política abertamente manifestada por segmentos diversos da sociedade albanesa, o PDSh obteve uma grande vitória eleitoral, conquistando 57,61% dos votos válidos e elegendo 92 deputados, condição que garantiu ao partido a maioria absoluta, facilitada diante da redução do número de cadeiras sofrida pelo Parlamento da Albânia: de 250 para 140 deputados. Com o resultado, Aleksandër Meksi tornou-se o novo primeiro-ministro e Sali Berisha foi eleito presidente em eleição indireta realizada no mesmo ano entre as novas bancadas parlamentares eleitas.